# Гришинская (Вожегодский район)
Гришинская — деревня в Вожегодском районе Вологодской области.
Входит в состав Митюковского сельского поселения, с точки зрения административно-территориального деления — в Митюковский сельсовет.
Расстояние по автодороге до районного центра Вожеги — 69 км, до центра муниципального образования Сосновицы — 1 км. Ближайшие населённые пункты — Быковская, Сосновица, Поповка.
По переписи 2002 года население — 59 человек (24 мужчины, 35 женщин). Преобладающая национальность — русские (96 %).